# Nixon Chepseba
Nixon Kiplimo Chepseba, né le 12 décembre 1990, est un athlète kényan spécialiste du 1 500 mètres. Il remporte en 2011 la Ligue de diamant de la distance. 

## Carrière
Il se classe deuxième du 1 500 mètres lors des Championnats d'Afrique juniors 2009 de Bambous, en 3 min 47 s 63, derrière son compatriote James Magut. 
En 2011, le Kényan remporte le 1 500 m du Meeting du Pas-de-Calais de Liévin en établissant l'une des meilleures performances mondiales de l'année en 3 min 34 s 98, devançant notamment son compatriote William Tanui. Plus tard dans la saison, Chepseba remporte le 1 500 m de la Ligue de diamant 2011 en s'imposant notamment lors du premier meeting à Shanghai, et lors de la finale à Zurich. Il devance au classement général final ses compatriotes Asbel Kiprop et Silas Kiplagat.
En mai 2012, lors du Meeting d'Hengelo, Nixon Chepseba remporte l'épreuve du 1 500 m en 3 min 29 s 90, et devient par la même occasion le vingtième athlète à descendre sous la barrière des 3 min 30 s.

### Palmarès
| Date | Compétition                    | Lieu             | Résultat | Performance   |
| ---- | ------------------------------ | ---------------- | -------- | ------------- |
| 2009 | Championnats d'Afrique juniors | Bambous          | 2e       | 3 min 37 s 63 |
| 2011 | Ligue de diamant               | Ligue de diamant | 1er      | détails       |
| 2013 | Championnats du monde          | Moscou           | 4e       | 3 min 36 s 87 |

### Records
| Épreuve | Performance   | Lieu    | Date        |
| ------- | ------------- | ------- | ----------- |
| 1 500 m | 3 min 29 s 90 | Hengelo | 27 mai 2012 |